# Paul de Corte
Paul H.D. de Corte (Deurne, 28 februari 1979)   Is een Nederlandse zanger. Hij is vooral bekend door het duo Re-union, waarmee hij in 2004 meedeed aan het Eurovisiesongfestival.
In 2006 werd hij de leadzanger van de band You and me.

## Trivia
- De Corte is een verre verwant van zanger Jules de Corte; Paul's grootvader Wilhelmus de Corte was een neef van Jules.